# Chingusai?
Chingusai? (hangul: 친구사이?) é uma curta-metragem sul-coreana realizada e escrita por Kim Jho Kwang-soo, sendo a segunda obra com temática LGBT de Kim, seguida pelo filme Sonyeon, Sonnyeoneul Mannada de 2008. Foi protagonizada por Yeon Woo-jin e Lee Je-hoon, que juntos interpretam um casal que precisa lidar com a questão sobre sair do armário.
Estreou-se no décimo quarto Festival Internacional de Cinema de Busan a 10 de outubro de 2009. Dois meses depois, a 17 de dezembro, o filme estreo-se nos cinemas da Coreia do Sul. A sequela intitulada Sarangeun 100°C foi lançada em 2010.

## Elenco
- Yeon Woo-jin como Min-soo
- Lee Je-hoon como Seok-i
- Lee Seon-joo como mãe de Min-soo
- Lee Chae-eun como Chae-eun
- Moon Seong-kwon como sargento
- Son Cheol-min como soldado do centro de visita
- Go Soo-hee como proprietária do restaurante
- Im Ji-hyeon como soldado 1 do autocarro
- Ojeki Sinya como soldado 2 do autocarro
- Lee Chun-hyeong como empregada da bilheteira

## Produção

### Pré-produção
O realizador e argumentista Kim Jho Gwangsoo afirmou que queria criar um "verdadeiro filme gay com 99.9% de pureza", após sua observação em muitos filmes coreanos do passado que continham representações enganosas dos homossexuais. Ele baseou a história do filme em suas próprias experiências pessoais com homens gays. Kim também afirmou que após completar sua curta-metragem de 2008, Sonyeon, Sonnyeoneul Mannada, que foca no primeiro encontro romântico, ele queria criar uma obra sucessora que envolvesse temas mais maduros. Chingusai? foi produzido em colaboração com a organização coreana dos direitos LGBT, Chingusai, que partilha o mesmo nome com o título original do filme.

### Seleção de elenco
O ator Hong Jong-hyun foi inicialmente escolhido com Yeon Woo-jin para os papéis principais, porém, Lee Je-hoon substituiu-o posteriormente. Mais tarde, Hong e Lee would estariam a atuar no filme de terror de 2010 Ghost, também realizado por Kim Jho Gwangsoo. Esta foi a estreia de Yeon numa grande obra.

### Filmagem
A filmagem aconteceu a 21 de maio de 2009.[carece de fontes?]

## Lançamento
Chingusai? teve sua estreia mundial no décimo quarto Festival Internacional de Cinema de Busan a 10 de outubro de 2009. Também foi exibido no trigésimo quinto Festival de Cinema Independente de Seul a 11 de dezembro do mesmo ano.[carece de fontes?] Nos cinemas estreou-se a 17 de dezembro de 2009. No ano seguinte, a obra foi exibida nos festivais cinematográficos de Itália, Estados Unidos, Japão e Honguecongue.

### Classificação polémica
Antes do lançamento de Chingusai?, a Korea Media Rating Board classificou o trailer do filme como "prejudicial para os jovens". Em novembro de 2009, a organização deu ao filme uma classificação (19+) "restrita aos adolescentes", alegando "situações sexuais" e "risco de imitação". Esta decisão atraiu críticas de personalidades como Kim Jong-cheol, o porta-voz do Novo Partido Progressivo, que argumentou que a KMRB estava a analisar os filmes com temática homossexual num critério diferente do aplicado relativamente aos filmes com temática heterossexual. Em setembro de 2010, as companhias produtoras, Generation Blue Films e Chingusai, ajuizaram ação em processo administrativo contra a KMRB, solicitando ao Tribunal Administrativo de Seul que cancelasse a classificação do filme. O Tribunal decidiu a favor do requerente no dia 9 de setembro, afirmando que o filme "fornece compreensão e educação sobre as minorias". A 6 de outubro, após a inspeção da gestão da KMRB, um representante para congressista Jin Hyung-jo criticou Chingusai?, afirmando que o filme contém cenas que podem provocar a curiosidade sexual nos jovens.